# 俄波战争 (1654年—1667年)

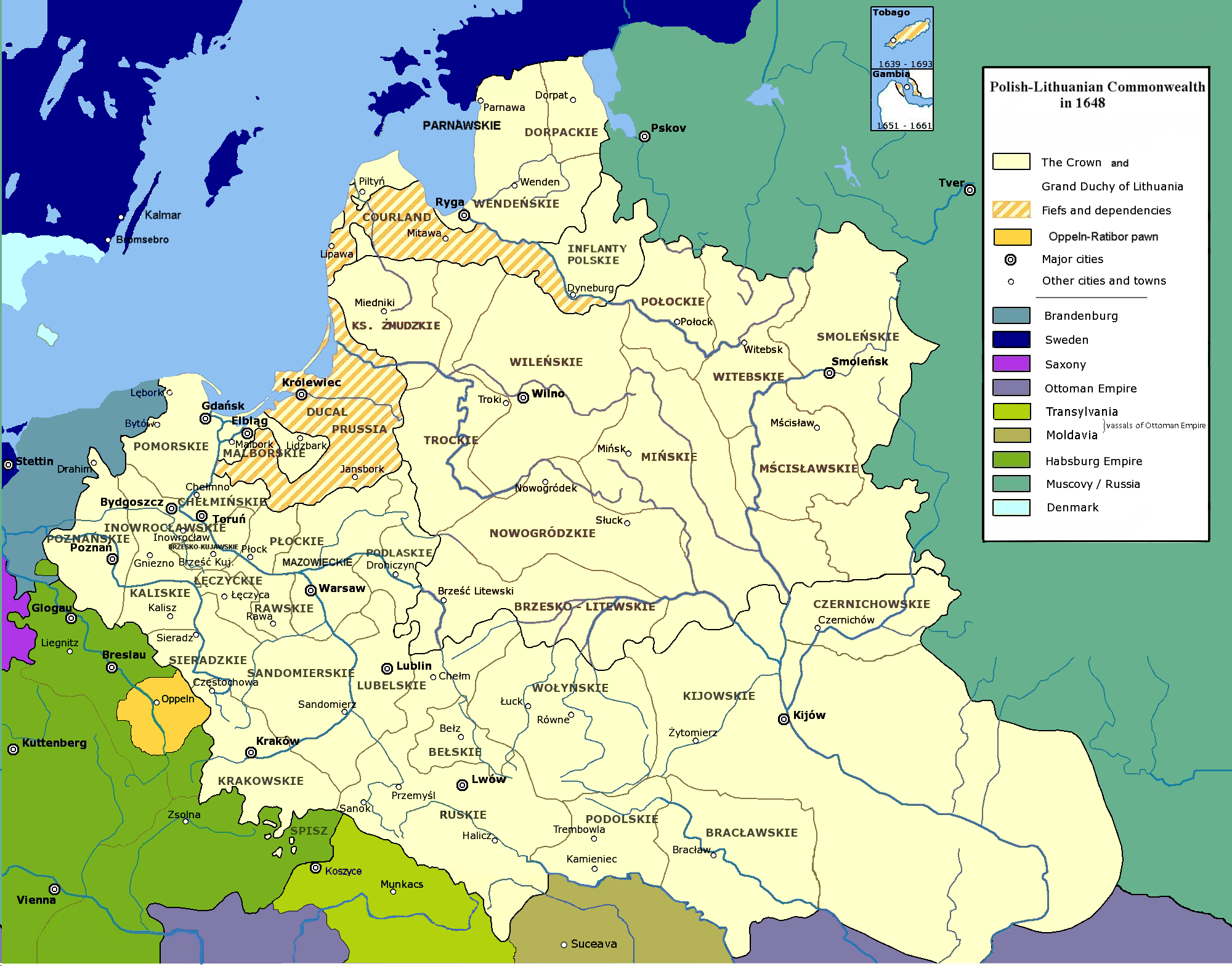
1648年的波兰立陶宛联邦

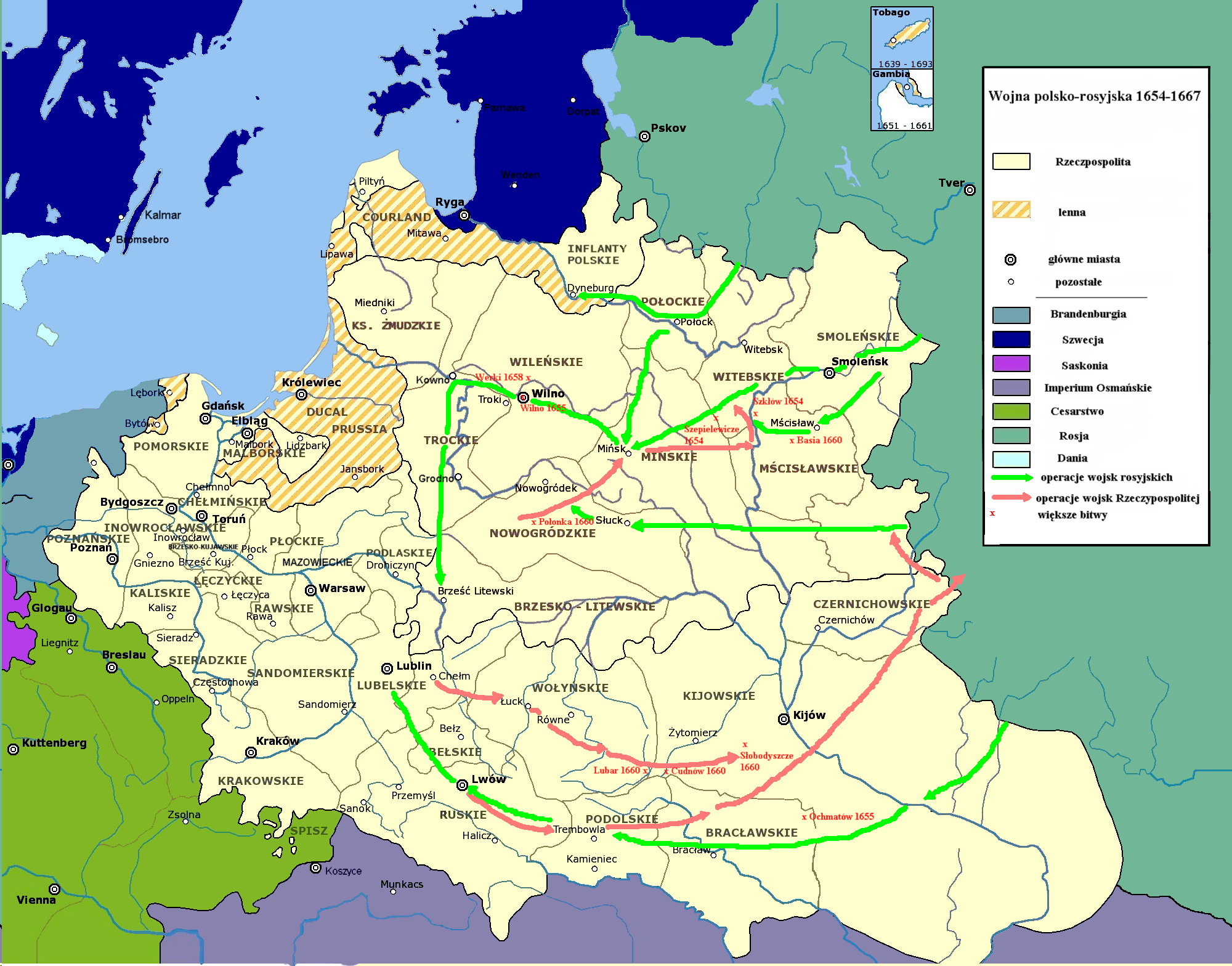
1654年至1667年间的波俄战争

1654年至1667年间的俄波战争（俄语：Русско-польская война (1654—1667)）亦称为十三年战争或第一次北方战争，这时沙皇俄國与波兰立陶宛联邦之间爆发的最后一场大规模冲突。1655年至1660年间，第二次北方战争也在波兰立陶宛联邦爆发，因此这几场战争在波兰并称为洪水之战。这场战争以俄罗斯的重大领土扩张结束，标志着俄国崛起的开始。

## 背景
乌克兰哥萨克反抗波兰立陶宛联邦的赫梅利尼茨基起义是这起冲突的导火索。哥萨克人领导人博格丹·赫梅利尼茨基主要从阿列克谢一世获得外国支持，并答应给他的盟友报酬。但因1651年的土地会议在将哥萨克放入莫斯科的势力范围，及在反抗波兰的战争中加入哥萨克一方的问题上还犹豫不决，直到1653年新的人民会议最终批准将乌克兰并入沙皇俄国，沙皇才加入战争。在哥萨克于佩列亚斯拉夫会议签认协议后，俄波战争就变得不可避免了。

## 入侵联邦
1654年7月，兵力达41000人的俄军（表面上由沙皇统帅，但实际上由亲王亚科夫·切尔卡斯基、亲王尼基塔·奥多埃夫斯基和亲王安德烈·霍万斯基指挥）占领了边境要塞别雷和多罗戈布日，并开始围攻斯摩棱斯克。
因为立陶宛大指挥官亚努什·拉齐维乌带着1000兵马抵达较奥尔沙偏西处，俄罗斯在斯摩棱斯克情况危急。切尔卡斯基在什科洛夫击败拉齐维乌。在3个月的围攻之后，斯摩棱斯克这一先前的俄波冲突中的主要目标在9月落入俄军手中。
同时，亲王亚列克谢·特鲁贝茨科伊率领俄军南翼从布良斯克到达乌克兰。俄军很快占领了第聂伯河和别列津纳河之间的领土，其中特鲁贝茨科伊占领了姆斯季斯拉夫尔和罗斯拉夫尔，而他的乌克兰盟友占领了霍梅尔。而费奥多尔·舍列梅捷夫指挥北翼军从普斯科夫出征，占领了立陶宛城市内维尔（7月1日）、波洛茨克（7月17日）和维捷布斯克（11月17日）。 
因此波属利沃尼亚布满了沙皇的部队，并在卢扎和雷泽克内稳固地扎下根来。与此同时，赫梅利尼茨基与莫斯科贵族布图尔林联军攻打沃利尼亚。尽管指挥官间内讧颇多，他们还是在年末攻占了奥斯特罗格和罗夫诺。

## 1655年战役
1655年冬春两季，亲王拉齐维乌在白俄罗斯发起反攻，重夺奥尔沙，并围攻莫吉尔约夫。此次围攻持续了3个月，但战果未卜。1月，舍列梅捷夫和赫梅利尼茨基在阿赫马托夫牵着波军鼻子走，这时另一支波军（与鞑靼人联盟）在拉什科夫击溃了俄乌分遣队。
这些不利情况让沙皇担心受怕，他从莫斯科迅速赶来，在他的催促下，指挥官开始发动一波大规模进攻。立陶宛军队很少发动有效的反抗，并在7月3日放弃了明斯克，将这座城市留给了哥萨克和切尔卡斯基部。立陶宛大公国首都维尔纽斯在7月31日被俄军攻破。接着在8月，考纳斯和赫罗德诺也被占领。 
另一方面，亲王沃尔孔斯基从基辅出发，沿着第聂伯河和普里皮亚季河的上游游去，牵制立陶宛，并在途中占领平斯克。特鲁贝茨科伊部攻占斯洛尼姆和克莱茨克，这时舍列梅捷夫在6月17日略微希望向前攻占韦利日。一支立陶宛卫戍部队依然在斯塔雷-比霍夫顽抗，这时赫梅利尼茨基和布图尔林已经活跃于加利西亚。他们在9月发起对利沃夫的进攻，并在萨皮耶哈于布列斯特附近战败后进入卢布林。

## 停战
俄罗斯对联邦的入侵也使得瑞典国王卡尔十世在1655年入侵波兰。
阿法纳西·奥尔丁-纳什乔金在11月2日与波兰人谈判停战。随后，在第二次北方战争中的1656年至1658年间的俄瑞战争中，俄军开始向瑞属利沃尼亚进发，并围攻里加。 
虽然警惕于波兰的鬼鬼祟祟，赫梅利尼茨基还是不反对这份临时休战协议，支持沙皇。

## 与维霍夫斯基作战
1657年，赫梅利尼茨基去世，他的继位者是伊凡·维霍夫斯基。维霍夫斯基与波兰人结盟，波兰人随后击败并击退了瑞典人与他们的入侵。在这种情况下，沙皇与瑞典签署了对他有利的瓦列尔萨里条约，这份条约允许他重新与波兰人交战，1658年10月，沙皇重新与波兰人交战。在两年的和平状态下，白俄罗斯贵族（与众多哥萨克领导人）开始改变阵营，在白俄罗斯帮助波兰人发起对俄罗斯的冬季攻势。
在北方，萨皮耶哈封锁维尔纽斯的尝试被亲王尤里·多尔戈鲁科夫击退（10月1日）。在南方，乌克兰的维霍夫斯基未能让基辅摆脱舍列梅捷夫的控制，重夺此地。但在1659年7月，维霍夫斯基与他的克里米亚鞑靼人痛击特鲁贝茨科伊的军队，随后围攻科诺托普。 
舍列梅捷夫的军队在8月从基辅出发，解除了维霍夫斯基对俄罗斯对乌克兰的征服的威胁。在维霍夫斯基于切黑伦被击败并逃到波兰时，哥萨克罢黜了他，并选举赫梅利尼茨基之子尤里为乌克兰新任酋长。

## 战争结束

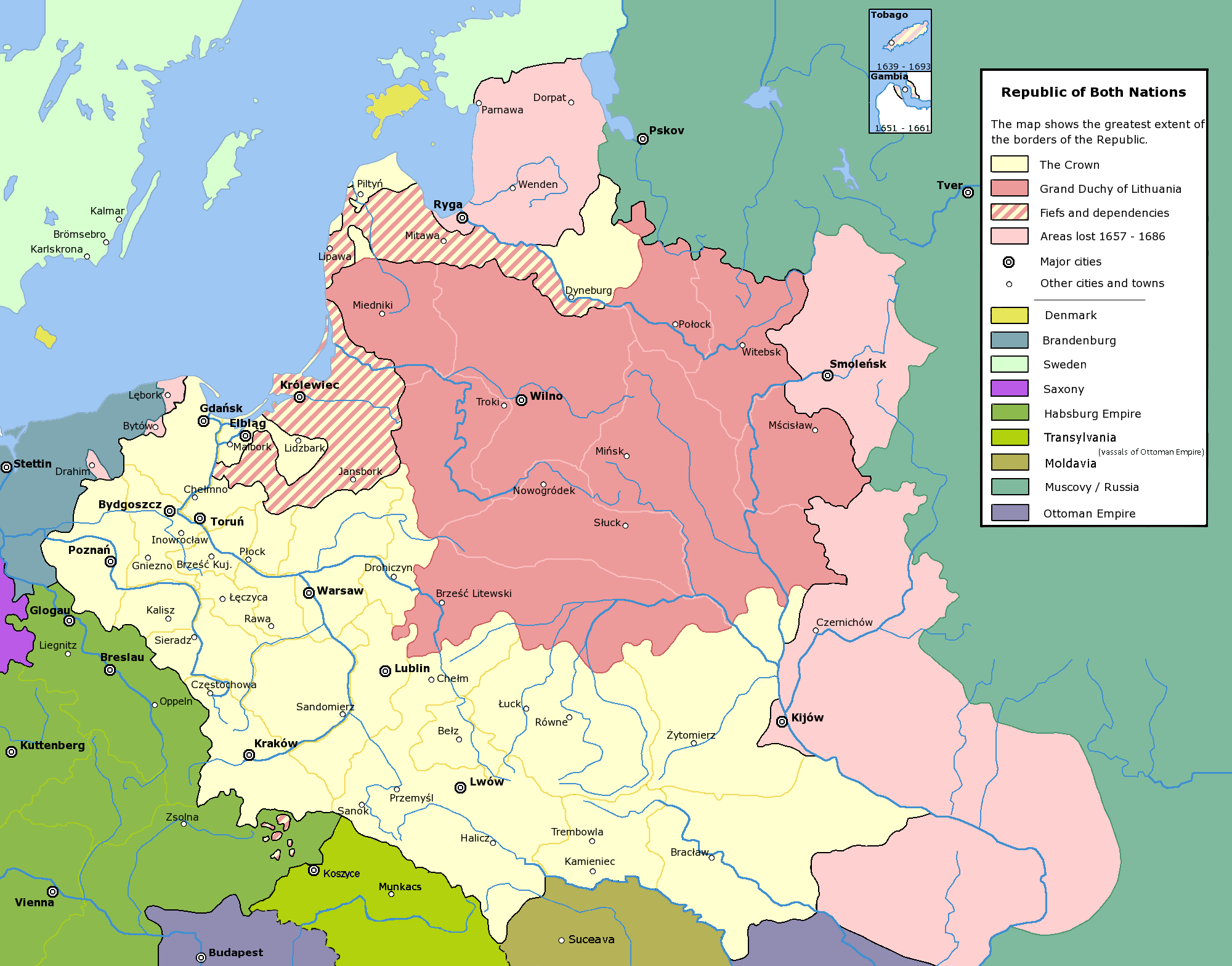
地图右边的浅粉色区域大部分在1667年由联邦割让给俄国；剩下的则是在1686年格日穆乌托夫斯基和约中割让

1660年，形势变得对波兰有利。波兰国王约翰二世在与瑞典签署奥利瓦条约，第二次北方战争结束后，就能将他的所有军队投入到东部边境了。 
波军发动了一波较大的攻势，并到1660年年底前将俄军逐出白俄罗斯。萨皮耶哈击败了霍万斯基，舍列梅捷夫被迫在楚德尼夫投降。这时代最卓越的波军将领是斯特凡·恰尔涅茨基：他在波隆卡战役中牵制多尔戈鲁科夫军，并在1661年重夺维尔纽斯。联邦军队一个接着一个地收复立陶宛大公国的其他城镇。形势的逆转迫使沙皇接受卡尔迪斯条约，以避免重新与瑞典作战。
直到1663年年末，波兰国王渡过第聂伯河，侵入左岸乌克兰。在他征途中的大多数城镇在无抵抗的情况下投降，但是他1月对格鲁霍夫的围攻却是惨败，并在诺夫哥罗德-塞维尔斯基进一步遭受挫折。但是，俄军在1664年夏于维捷布斯克的战败是战争中的最后一件知名事件。 
停战谈判从1664年一直拖延至1667年1月，这时耶日·塞巴斯蒂安·卢博米尔斯基的起义迫使波兰签署安德鲁索沃协议，在那份协议中波兰将斯摩棱斯克和左岸乌克兰（包括基辅）割让给俄国。